# 情深缘起
《情深缘起》，2020年中国大陆民初剧，改编張愛玲小說《半生緣》。於2020年11月20日在爱奇藝、騰訊視頻和優酷首播。

## 剧情简介
三十年代舊上海，顧家家道中落，顧曼楨來到一家工廠做文員，和同事沈世鈞互相傾慕，互助扶持中逐漸相愛。姐姐顧曼璐為了家計當了交際花，一家人艱辛的在大上海求生。沈家希望沈世均能與石家大小姐石翠芝結合，而翠芝卻陰錯陽差愛上了世均好友許叔惠。曼璐嫁給老謀深算的祝鴻才，原本以為可以洗盡鉛華做為人婦，不料，丈夫卻還覬覦曼楨的清純，不惜對曼楨下了狠手。曼璐無力挽回悲劇的發生，終因病重含恨而終。多年以後，曼楨與世均再相見，恍如隔世，曼楨已為人母，下嫁祝鴻才。世均也娶了同鄉翠芝。世鈞不顧一切的解救水深火熱中的曼楨，曼楨在世鈞的鼓勵下，憑藉勇氣與毅力，走出人生陰暗，迎向光明。

## 演員表

### 主要角色
| 演員   | 角色   | 简介 |
| 刘嘉玲 | 顾曼璐 | 曼桢的姐姐，为了养家就去做舞女，年华老去后变为一个二路交际花。嫁给祝鸿才后利用自己的妹妹以留住祝的心且借腹生子，最后在负疚中病死。 |
| 蒋欣   | 顾曼桢 | 曼璐的妹妹，與沈世鈞相愛，覺得這個世上愛能解決所有問題，不畏懼黑勢力。 |
| 郑元畅 | 沈世钧 | 沈家二少爺，許叔惠的大學同學，石翠芝青梅竹馬，但不喜歡翠芝，覺得她是妹妹一樣的存在；與顧曼楨相愛，原訂要一起去南洋，離開這一切權力傾軋身不由己的生活，卻因石鏡軒使計引他們去找他，而捲入了殺人案。                                                         |
| 郭晓东 | 祝鸿才 | 穿梭於十里洋場的偽君子，四十歲的年紀，瘦長身材，削肩細頸，不笑像老鼠，笑起來像貓。對曼璐的感情不是愛，他一開始的時候只是喜歡曼璐罷了。他沒愛過任何人，他最愛的人永遠只有自己。可是他沒想到曼璐竟然會有意向嫁給自己，在權衡了所有利弊之後祝鴻才答應了娶曼璐。 |

### 其他角色
| 演員   | 角色   | 简介 |
| 邹廷威 | 許淑惠 | 曼楨與世鈞的同事。能言善辯，豁達幽默，相貌英俊。儘管愛慕石翠芝，他們的愛情之所以不被承認，石翠芝的父母看不上許叔惠這個窮小子。兩個人也抗爭過，但最後卻沒有什麼用處，石翠芝還是嫁給了沈世鈞，而許叔惠最終選擇出國。                                                                             |
| 刘威   | 石镜轩 | 石翠芝的爸爸，在上海勢力很大的商人，為達目的不擇手段，頻頻找顧曼楨麻煩要讓她離開沈世鈞。曾與顧曼璐有過孩子但孩子因車禍沒留住，也因此與顧曼璐分手。在石翠芝的生日宴上因要阻止顧曼楨和沈世鈞離開上海，綁架了秋生引顧曼楨到生日宴上，原本想拿槍殺了顧曼楨，卻在石翠芝阻止之下不慎走火打死了自己。 |
| 董玥   | 石翠芝 | 石家大小姐，不食人間煙火，覺得錢可以解決任何事情，卻不知道平民百姓生活之苦。許叔惠喜歡翠芝的天真瀾漫，兩人相愛卻不被父母看好，最後與叔惠分手。後與沈世鈞一起打理隆泰業務，發現自己喜歡上世鈞，卻又無奈他心一直在顧曼楨身上。在爸爸死去後精神狀況不好，在祝鴻才安排下與沈世鈞結婚。             |

## 原声歌曲
本剧主要的原声音乐由听见时代娱乐传媒有限公司出品，罗锟担任音乐总监。
| 曲序 | 曲目                         |        | 作曲             | 编曲   | 演唱   |
| ---- | ---------------------------- | ------ | ---------------- | ------ | ------ |
| 1.   | 如梭（片头曲）               |        | 罗锟             | 罗锟   |        |
| 2.   | 送别（片尾曲）               | 李叔同 | John Pond Ordway | 朴树   | 朴树   |
| 3.   | 半生缘（情深缘起）（插曲）   | 张赢   | 罗锟             | 罗锟   | 黄龄   |
| 4.   | 花开凋落（顾曼璐人物主题曲） | 周晓宜 | 周晓宜、朱芸编   | 朱芸编 | 刘嘉玲 |

## 外部連結
- 《电视剧情深缘起》的新浪微博
- 豆瓣电影上《情深緣起》的資料 （简体中文）
- 时光网上《情深緣起》的資料（简体中文）

## 電視節目的變遷
| 臺灣 中天娛樂台 每週一至週五 21:00 - 22:00 | 臺灣 中天娛樂台 每週一至週五 21:00 - 22:00                                                 | 臺灣 中天娛樂台 每週一至週五 21:00 - 22:00 |
| ------------------------------------------ | ------------------------------------------------------------------------------------------ | ------------------------------------------ |
|                                            | 半生緣 （2022年2月8日－2022年4月14日）                                                     |                                            |
| 長安諾 （2021年11月12日－2022年2月7日）    | 如懿傳（重播） （2022年4月15日－2022年7月25日）雪中悍刀行 （2022年7月25日－2022年9月14日） |                                            |